# Melchior Diepenbrock

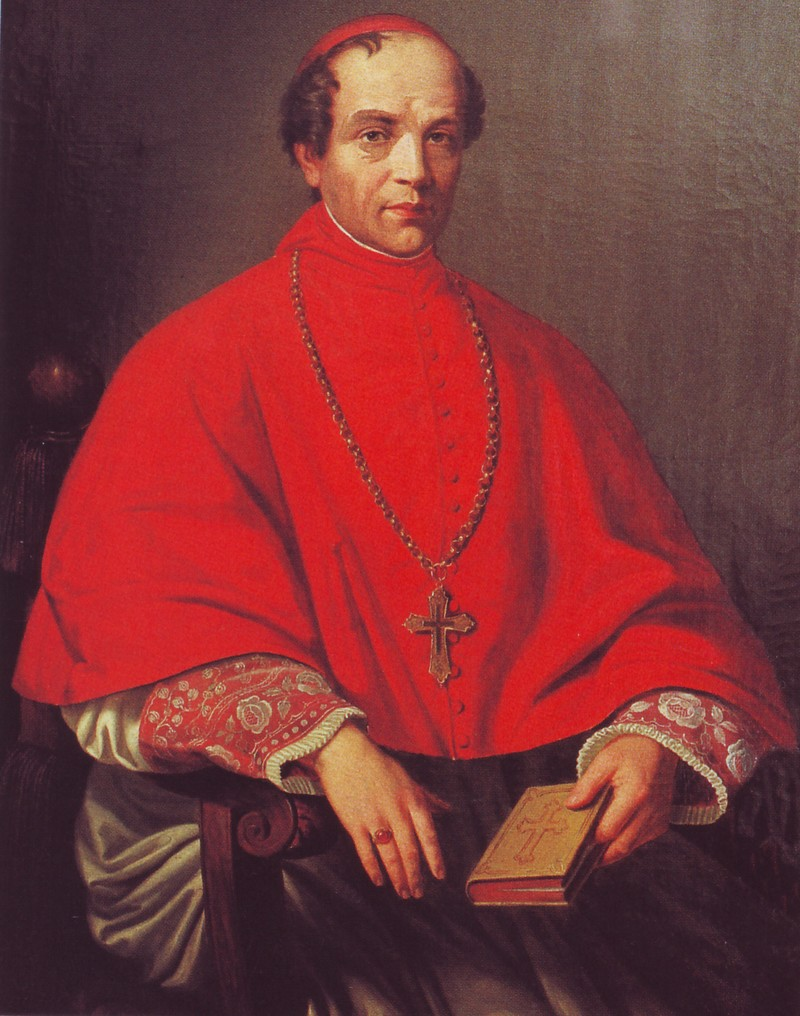
Melchior von Diepenbrock (Gemälde von J. Pater ca. 1850)

Melchior Ferdinand Joseph Diepenbrock, ab 1845 Melchior Ferdinand Joseph Freiherr von Diepenbrock, (* 6. Januar 1798 in Bocholt in Westfalen; † 20. Januar 1853 auf Schloss Johannesberg im damaligen Österreichisch-Schlesien) war als deutscher Theologe zunächst im Bistum Regensburg unter Bischof Johann Michael Sailer tätig. Von 1845 bis 1853 war er Fürstbischof im Bistum Breslau und ab 1850 Kardinal.

## Leben

### Ausbildung und Station in Regensburg

Melchior Diepenbrock als Regensburger Domherr

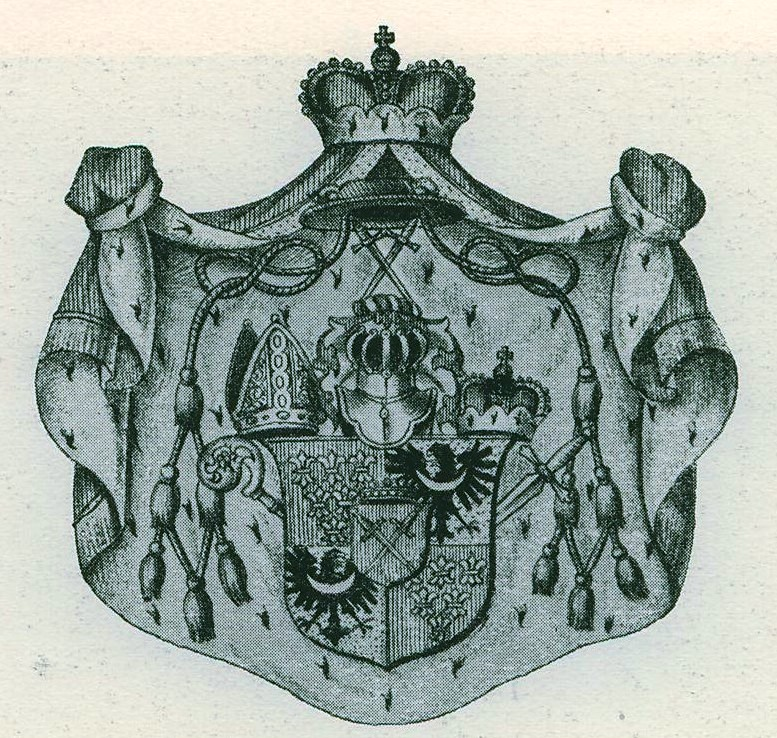
Bischofswappen

Melchior Diepenbrock entstammte einem Bocholter Patriziergeschlecht. Seine Eltern waren Anton Diepenbrock, Salm’scher Hofkammerrat, und Franziska, geb. Kesting (1763–1823), eine Tochter des kurmainzischen Hofrats Ferdinand Joseph Kesting (1731–1813). Franziska Diepenbrock gebar vier Söhne, unter ihnen Conrad Joseph Diepenbrock, den späteren Revolutionär von 1848, und sechs Töchter, unter ihnen die später in Regensburg hoch verehrte Apollonia Diepenbrock. Seine Kindheit verbrachte Melchior Diepenbrock auf dem Familiengut Haus Horst in Holtwick, einem heutigen Stadtteil von Bocholt. Nach der Teilnahme am Frankreichfeldzug von 1815 und dem Besuch des französischen Lyceums in Bonn entschloss er sich – wohl unter dem Einfluss des Landshuter Professors und späteren Regensburger Bischofs Johann Michael Sailer, der 1818 zu Besuch in Horst war – den geistlichen Beruf zu ergreifen. Nach Studien an den Universitäten in Landshut und in Mainz sowie an der Akademie in Münster empfing er am 27. Dezember 1823 in Regensburg die Priesterweihe. Danach widmete er sich dem Studium der kirchlichen Mystik des Mittelalters.
1829 wurde Diepenbrock als Sekretär des neu gewählten Regensburger Bischofs Johann Michael Sailer zu einem der engsten Mitarbeiter des im sog. „Sailerkreis“ hoch verehrten Bischofs. 1830 erfolgte seine Ernennung zum Domherrn. Obwohl er die Nachfolge Sailers – der 1832 starb – ablehnte, wurde er Kanoniker und Domprediger, 1835 Domdechant und 1842 Generalvikar.

### Bischof von Breslau

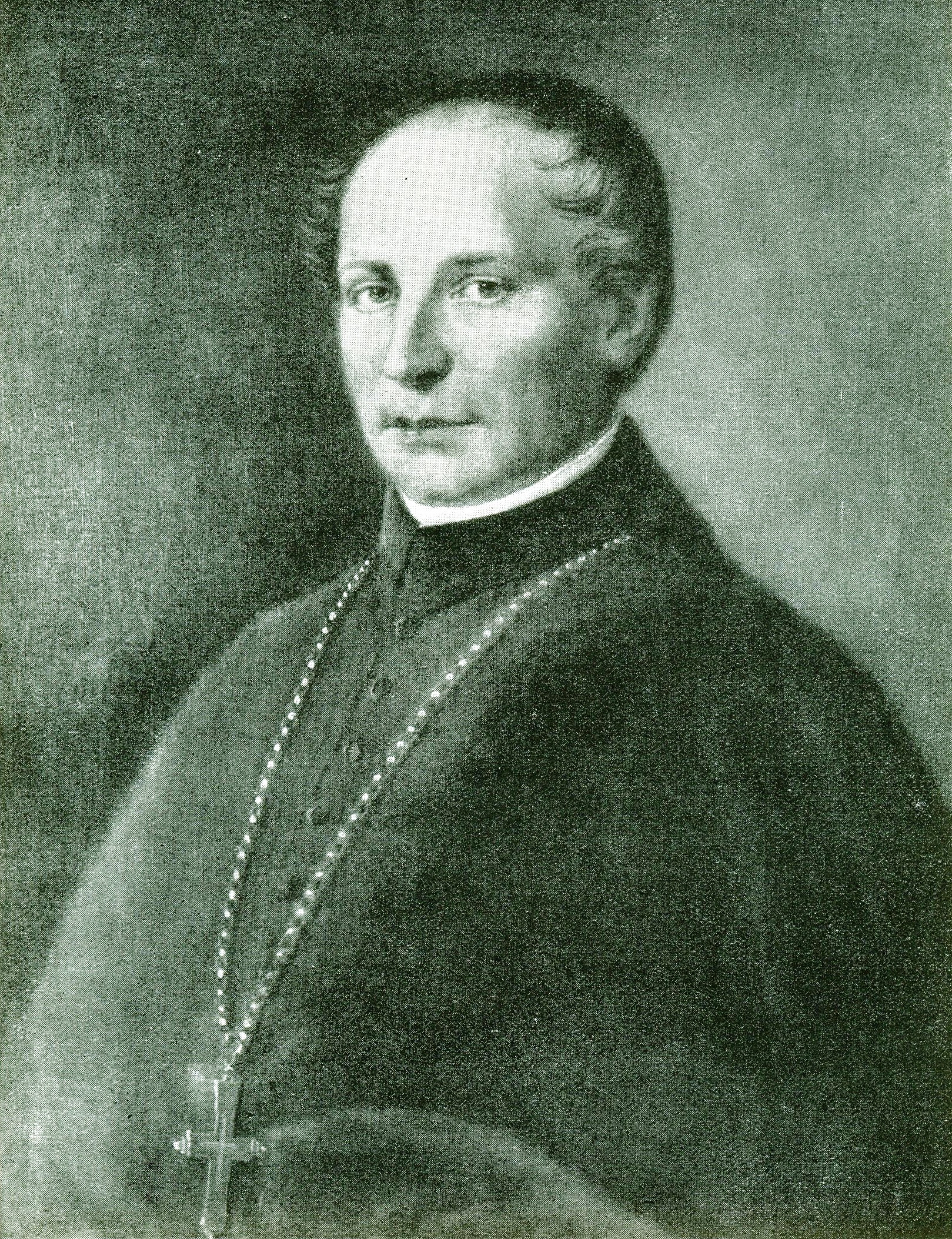
Bischof Melchior von Diepenbrock

Nach dem Tod des Breslauer Bischofs Joseph Knauer wählte das Domkapitel auf ausdrücklichen Wunsch des Papstes Gregor XVI. Melchior von Diepenbrock am 15. Januar 1845 zu dessen Nachfolger. Bereits im Juli 1841 hatte Bischof  Heinrich Förster dem als Domdechant in Regensburg tätigen Diepenbrock mitgeteilt, dass es ihm gelungen sei, ihn auf die aktuelle Liste der Kandidaten für das Breslauer Bischofsamt zu setzen. Die Bischofsweihe nahm der Salzburger Erzbischof Schwarzenberg am 8. Juni 1845 in Salzburg vor, die Inthronisation erfolgte am 27. Juli 1845 im Dom zu Breslau, wobei Förster die Festrede hielt. Am 10. April hatte Diepenbrock (wie auch Heinrich Förster) von der katholisch-theologischen Fakultät der Universität Breslau die Ehrendoktorwürde zum Dr. theol. h. c.  erhalten. Mit seinem Bischofsamt wurde Diepenbrock auch Fürst des österreichischen Teils des Fürstentums Neisse und in Wien als Fürst von etwa 70.000 österreichischen Untertanen vereidigt.
Als Oberhirte ergriff Diepenbrock Maßnahmen zur Erneuerung des kirchlichen Lebens und förderte die Tätigkeit katholischer Vereine. Zur Bekämpfung der Armut und Verbesserung der sozialen Verhältnisse holte er die Borromäerinnen und die Vinzentinerinnen sowie die Armen Schulschwestern in seine Diözese und begründete die Kongregation der Grauen Schwestern. Während seiner Amtszeit wurde in Breslau das theologische Konvikt erweitert und ein Knabenseminar gegründet.
Mit Exerzitien und Volksmissionen trat von Diepenbrock den Deutschkatholiken entschieden entgegen, tolerierte jedoch die staatlichen Kirchengesetze. Den zweimal mit einer protestantischen Frau verheirateten und von der ersten Ehefrau geschiedenen katholischen Fürsten Hermann Anton von Hatzfeldt (1808–1874) ließ er nach geltendem Kirchenrecht exkommunizieren. Große Beachtung fand sein Hirtenbrief im Revolutionsjahr 1848, der das preußische Staatswesen stützte.
Am 19. Mai 1848 wurde er als Abgeordneter für den Landkreis Oppeln Mitglied der Frankfurter Nationalversammlung, schied aber wegen Krankheit bereits am 29. August 1848 aus dem Parlament aus. Am 4. Februar 1848 übertrug ihm König Friedrich Wilhelm IV. die Militärseelsorge für Preußen. Wegen seiner Verdienste um die Kirche erhob ihn Papst Pius IX. im Konsistorium vom 30. September 1850 noch im gleichen Jahr zum Kardinal.
Auch außerhalb seiner Diözese versuchte Diepenbrock Einfluss zu nehmen. Als das Königreich Bayern durch die Lola-Montez-Affäre bedroht war, schrieb er mahnende und warnende Briefe an König Ludwig I., die nicht ohne Einfluss geblieben sein sollen.
In seiner literarischen Tätigkeit übertrug er fremdsprachliche Werke und veröffentlichte 1829 die Sammlung Geistlicher Blumenstrauß mit teils eigenen Dichtungen.
Diepenbrock, der im Alter von 55 Jahren in seiner Sommerresidenz in Jauernig starb, umsorgt von seiner karitativ tätigen Schwester Apollonia, wurde im Breslauer Dom bestattet.
Die Trauerrede hielt sein zukünftiger Nachfolger Heinrich Förster. Bei der Trauerfeier waren unter anderem der Kardinal Friedrich zu Schwarzenberg aus Prag und als Vertreter des evangelischen preußischen Königs der katholische Fürst Boguslaw von Radziwill anwesend.
Zu seinen Nachfahren gehören der katholische Studiendirektor Franz Diepenbrock und dessen Sohn, der 1944 in Nesselwang geborene und in Wuppertal lehrende Professor für Angewandte Mathematik, Statistik und Datenverarbeitung Franz-Reinhold Diepenbrock.

## Ehrungen
Das Königreich Bayern verlieh Diepenbrock 1845 den Titel eines Freiherren. Die Stadt Regensburg erklärte ihn zum Ehrenbürger.
1849 wurde eine neu angelegte Straße bei der katholischen Garnisonkirche Berlins in Melchiorstraße nach ihm benannt – die Schlesier stellten einen großen Teil der Katholiken unter den mehrheitlich protestantischen preußischen Soldaten. Auch im Osten von Regensburg ist eine Straße nach ihm und seiner Schwester Appolonia benannt, ferner die Diepenbrockstraße in Münster.

## Briefe
- 18 Briefe Melchior von Diepenbrock an Ida Gräfin Hahn-Hahn. 13. Januar 1850 bis 14. Februar 1852[13]
- Briefe an Annette von Droste-Hülshoff, deren Onkel, der Komponist  Maximilian-Friedrich von Droste zu Hülshoff über die Mutter seiner Frau Bernhardine, geb. Engelen, mit der Familie Diepenbrock verwandt war[14]

## Schriften
- Geistlicher Blumenstrauß aus spanischen und deutschen Dichter-Gärten, den Freunden der christlichen Poesie dargeboten., Seidel, Sulzbach/Regensburg 1826 (Sammlung).
- Heinrich Susos, genannt Amandus, Leben und Schriften, Regensburg 1829
- Zum Andenken an Alfred Stolberg, des Grafen Friedrich Leopold von Stolberg seligen Sohn. Pustet, Regensburg 1835.
- Gesammelte Predigten, Regensburg 1841 bis 1843
- Hirtenbrief des hochwürdigsten Herrn Fürstbischofes von Breslau, Melchior Freiherr von Diepenbrock, an den gesammten ehrwürdigen Clerus und alle Gläubigen des Bisthums bei seinem Amts-Antritte erlassen. Heinrich Richter, Breslau 1845; 3. Auflage in Kommission bei G. Ph. Aderholz (Druck und Papier von Heinrich Richter), Breslau 1845 (Digitalisat)
- Hirtenbriefe Sr. Eminenz des Cardinal-Fürstbischofs von Breslau, Melchior Freiherrn von Diepenbrock, Doctor der Theologie, Ritter etc. etc. („Mit Genehmigung Sr. Eminenz des Cardinal-Fürstbischofs. Der Erlös ist für die Herstellung der vom heiligen Willibrordus erbauten St. Martin’s Pfarrkirche zu Emmerich am Rhein“), Aschendorff, Münster 1853.